# 克列纳公寓
36°3′55.6″N 120°19′6.4″E / 36.065444°N 120.318444°E
克列纳公寓旧址，又称克烈纳住宅旧址、总督牧师宅第旧址，位于中国山东省青岛市市南区德县路3号，建于1902年，最初业主德国商人哈拉尔德·克列纳，督署牧师威廉·舒勒曾在此居住，现为市南区一般不可移动文物。

## 历史
德县路3号住宅最初为德国商人哈拉尔德·克列纳（德語：Harald Kliene）于1902所建，克列纳在大鲍岛经营一家进出口公司，其住址也在大鲍岛，此处住宅仅用于出租。1902年4月1日，同善会（魏玛传教会）传教士威廉·舒勒（Wilhelm Schüler）出任督署牧师（Gouvernementspfarrer），并从远离市中心的魏玛传教会住宅迁居，在克列纳的公寓租房居住。1904年，舒勒辞去督署牧师一职，迁回魏玛传教会住宅，前后在该楼居住仅约一年半。后来，克列纳将该楼卖给德国人多克尔（J. Döcker）。据称1914年后该楼曾为某私人医院，1949年收归国有，曾为青岛市劳动局办公地址。该楼现为民居。2000年，该建筑以“总督牧师宅第旧址”之名列入第一批青岛市历史优秀建筑。2012年11月6日，该建筑以“总督牧师住宅旧址”之名列入市南区未核定为文物保护单位的不可移动文物（一般不可移动文物）名录。

## 建筑特色
德县路3号建筑面积407.39平方米，地上1层，设阁楼及地下室。乱石墙基，临街西南立面建有富于变化的装饰性山墙，红瓦坡屋顶开老虎窗，东南立面山墙有仿木桁架结构装饰，设有全木制阳台。一楼设有木制明廊。主入口位于西北侧，室内为木板地面，设木制楼梯及雕花扶手，楼内有客厅、厨房、卧室等。
德国学者托尔斯滕·华纳（Torsten Warner）认为该建筑使用了大量德国文艺复兴复古风格的建筑元素，可能与海恩大楼出自同一设计师之手。

## 图集
- 建成之初的克列纳公寓，1902年9月
- 克列纳公寓旧址，2011年2月